# Търпимир I
Търпимир I (на хърватски: Trpimir) е хърватски княз, управлявал между 845 и 864 година, родоначалник на династията Търпимировичи.

## Управление
Наследява на престола княз Мислав около 845 г. По време на управлението му се засилва съществено влиянието на Бенедиктинския орден, който разпространява християнството и грамотността в Хърватия и оказва съществено влияние върху хърватската култура през следващите векове. Търпимир основава край Рижинице (близо до резиденцията му в Клис) първия бенедиктински манастир в Далмация.
На 4 март 852 г. Търпимир издава грамота, с която потвърждава даренията, направени от предшественика му Мислав, на архиескопията в Сплит. Запазен е препис на тази грамота от 1568 г. на латински език. В документа Търпимир се нарича „по божията милост княз на хърватите“ (на лат. Dux Chroatorum iuvatus munere divino), а самото кралство Хърватия е упоменато като „Regnum Chroatorum“ – термин, който по това време е знак за независимостта на владетеля.
Във външнополитически план Търпимир I признава върховенството на италийския крал Лотар I. Воюва с българския княз Борис, който напада безуспешно Далматинска Хърватия през 855 година.
Саксонският богослов Готшалк от Орбе, пребивавал в двора на Търпимир между 846 и 848 г. след като напуска Венеция и преди да се премести в България, в своя труд ’De Trina deitate дава ценни сведения за царуването му
Слъд смъртта си Търпимир е наследен отначало от сина си Здеслав, но скоро след това властта е завзета от княз Домагой, което принуждава Здеслав
да потърси спасение в Константинопол.

## Потомци
Търпимир има няколко сина: Петър, Здеслав, а вероятно също и Мунцимир, за когото в документ от 892 г. се споменава, че „си е върнал бащиния трон“.